# Lista de vereadores de Salvador da 19.ª legislatura
Esta é a lista de vereadores de Salvador da 19.ª Legislatura, período que compreende de 1° de janeiro de 2021 até 1° de janeiro de 2025.
| 18.ª legislatura | Lista de vereadores de Salvador da 19.ª legislatura | 20.ª legislatura |

## Mesa Diretora
A composição da mesa diretora da Câmara Municipal de Salvador durante os dois biênios da 19.ª Legislatura teve a seguinte formação:
| 1° Biênio (2021-2022) | 1° Biênio (2021-2022) | 1° Biênio (2021-2022)         | 2° Biênio (2023-2024) | 2° Biênio (2023-2024) | 2° Biênio (2023-2024)       |
| Presidência           | Presidência           | Presidência                   | Presidência           | Presidência           | Presidência                 |
| --------------------- | --------------------- | ----------------------------- | --------------------- | --------------------- | --------------------------- |
| Presidente            |                       | Geraldo Júnior (MDB)          | Presidente            |                       | Carlos Muniz (PSDB)         |
| 1° Vice-presidente    |                       | Duda Sanches (DEM)            | 1° Vice-presidente    |                       | Cátia Rodrigues (UNIÃO)     |
| 2° Vice-presidente    |                       | Isnard Aráújo (PL)            | 2° Vice-presidente    |                       | Sabá (PP)                   |
| 3° Vice-presidente    |                       | Joceval Rodrigues (Cidadania) | 3° Vice-presidente    |                       | Marcelo Maia (DC)           |
| Secretaria            |                       |                               |                       |                       |                             |
| 1° Secretário         |                       | Carlos Muniz (PTB)            | 1° Secretário         |                       | Isnard Araújo (UNIÃO)       |
| 2° Secretário         |                       | Sabá (DC)                     | 2° Secretário         |                       | Ricardo Almeida (DC)        |
| 3° Secretário         |                       | Téo Senna (PSDB)              | 3° Secretário         |                       | Átila do Congo (PMB)        |
| 4° Secretário         |                       | Daniel Rios (Patriota)        | 4° Secretário         |                       | Edvaldo Brito (PSD)         |
| Ouvidoria             |                       |                               |                       |                       |                             |
| Ouvidor               |                       | Augusto Vasconcelos (PCdoB)   | Ouvidor               |                       | Augusto Vasconcelos (PCdoB) |
| Ouvidor Substituto    |                       | Anderson Ninho (PDT)          | Ouvidor Substituto    |                       | Anderson Ninho (PDT)        |
| Corregedoria          |                       |                               |                       |                       |                             |
| Corregedor            |                       | Claudio Tinoco (DEM)          | Corregedor            |                       | Alexandre Aleluia (UNIÃO)   |

## Parlamentares
| Parlamentar | Parlamentar                  | Imagem                                       | Partido                                      | Votos  | %     | Notas |
| ----------- | ---------------------------- | -------------------------------------------- | -------------------------------------------- | ------ | ----- | --- |
| 1°          | Luiz Carlos de Souza         |                                              | Republicanos REP                             | 17.035 | 1,42% | |
| 2°          | Geraldo Júnior               |                                              | Movimento Democrático Brasileiro MDB         | 12.906 | 1,07% | Renunciou o mandato em 28 de dezembro de 2022 para tomar posse no cargo de vice-governador da Bahia.     |
| 3°          | Isnard Araújo                |                                              | Partido Liberal PL                           | 12.799 | 1,06% | |
| 3°          | Isnard Araújo                | União Brasil UNIÃO                           |                                              | 12.799 | 1,06% | |
| 4°          | Ireuda Silva                 |                                              | Republicanos REP                             | 12.098 | 1,01% | |
| 5°          | Duda Sanches                 |                                              | Democratas DEM                               | 10.436 | 0,87% | |
| 5°          | Duda Sanches                 | União Brasil UNIÃO                           |                                              | 10.436 | 0,87% | |
| 6°          | Alexandre Aleluia            |                                              | Democratas DEM                               | 10.154 | 0,84% | |
| 6°          | Alexandre Aleluia            | União Brasil UNIÃO                           |                                              | 10.154 | 0,84% | |
| 7°          | Ricardo Almeida              |                                              | Partido Social Cristão PSC                   | 10.154 | 0,83% | |
| 7°          | Ricardo Almeida              | Democracia Cristã DC                         |                                              | 10.154 | 0,83% | |
| 8°          | Emerson Penalva              |                                              | Podemos PODE                                 | 9.129  | 0,76% | Renunciou o mandato em 2 de fevereiro de 2023 para tomar posse no cargo de Deputado Estadual pela Bahia. |
| 9°          | Carlos Muniz                 |                                              | Partido Trabalhista Brasileiro PTB           | 9.118  | 0,76% | |
| 9°          | Carlos Muniz                 | Partido da Social Democracia Brasileira PSDB |                                              | 9.118  | 0,76% | |
| 10°         | Júlio Santos                 |                                              | Republicanos REP                             | 8.810  | 0,73% | |
| 11°         | Maurício Trindade            |                                              | Movimento Democrático Brasileiro MDB         | 8.738  | 0,72% | |
| 11°         | Maurício Trindade            | Progressistas PP                             |                                              | 8.738  | 0,72% | |
| 12°         | Marcelle Moraes              |                                              | Democratas DEM                               | 8.673  | 0,72% | |
| 12°         | Marcelle Moraes              | União Brasil UNIÃO                           |                                              | 8.673  | 0,72% | |
| 13°         | Hélio Ferreira               |                                              | Partido Comunista do Brasil PCdoB            | 8.638  | 0,72% | |
| 14°         | Paulo Magalhães Jr.          |                                              | Democratas DEM                               | 8.536  | 0,71% | |
| 14°         | Paulo Magalhães Jr.          | União Brasil UNIÃO                           |                                              | 8.536  | 0,71% | |
| 15°         | Daniel Rios                  |                                              | Patriota PATRI                               | 8.089  | 0,67% | Faleceu no exercício do mandato, em 14 de fevereiro de 2021.                                             |
| 16°         | Débora Santana               |                                              | Avante AVANTE                                | 7.586  | 0,63% | |
| 16°         | Débora Santana               | Partido Democrático Trabalhista PDT          |                                              | 7.586  | 0,63% | |
| 17°         | Marta Rodrigues              |                                              | Partido dos Trabalhadores PT                 | 7.271  | 0,60% | |
| 18°         | Cris Correia                 |                                              | Partido da Social Democracia Brasileira PSDB | 7.166  | 0,60% | |
| 19°         | Roberta Caires               |                                              | Patriota PATRI                               | 7.090  | 0,59% | |
| 19°         | Roberta Caires               | Partido Democrático Trabalhista PDT          |                                              | 7.090  | 0,59% | |
| 20°         | Kiki Bispo                   |                                              | Democratas DEM                               | 7.045  | 0,59% | |
| 20°         | Kiki Bispo                   | União Brasil UNIÃO                           |                                              | 7.045  | 0,59% | |
| 21°         | Cláudio Tinoco               |                                              | Democratas DEM                               | 7.039  | 0,59% | |
| 21°         | Cláudio Tinoco               | União Brasil UNIÃO                           |                                              | 7.039  | 0,59% | |
| 22°         | Cátia Rodrigues              |                                              | Democratas DEM                               | 7.010  | 0,58% | |
| 22°         | Cátia Rodrigues              | União Brasil UNIÃO                           |                                              | 7.010  | 0,58% | |
| 23°         | Sidninho                     |                                              | Podemos PODE                                 | 6.997  | 0,58% | |
| 23°         | Sidninho                     | Progressistas PP                             |                                              | 6.997  | 0,58% | |
| 24°         | Sandro Bahiense              |                                              | Patriota PATRI                               | 6.798  | 0,57% | |
| 24°         | Sandro Bahiense              | Progressistas PP                             |                                              | 6.798  | 0,57% | |
| 25°         | Téo Senna                    |                                              | Partido da Social Democracia Brasileira PSDB | 6.751  | 0,56% | |
| 26°         | Augusto Vasconcelos          |                                              | Partido Comunista do Brasil PCdoB            | 6.041  | 0,50% | |
| 27°         | Joceval Rodrigues            |                                              | Cidadania CIDADANIA                          | 5.723  | 0,48% | |
| 27°         | Joceval Rodrigues            | Movimento Democrático Brasileiro MDB         |                                              | 5.723  | 0,48% | |
| 28°         | Fábio Souza                  |                                              | Solidariedade SOLIDARIEDADE                  | 5.682  | 0,47% | |
| 28°         | Fábio Souza                  | Partido Renovação Democrática PRD            |                                              | 5.682  | 0,47% | |
| 29°         | Daniel Alves                 |                                              | Partido da Social Democracia Brasileira PSDB | 5.647  | 0,47% | |
| 30°         | André Fraga                  |                                              | Partido Verde PV                             | 5.621  | 0,37% | |
| 31°         | Suíca                        |                                              | Partido dos Trabalhadores PT                 | 5.521  | 0,46% | |
| 32°         | Anderson Ninho               |                                              | Partido Democrático Trabalhista PDT          | 5.289  | 0,44% | |
| 33°         | Henrique Carballal           |                                              | Partido Democrático Trabalhista PDT          | 5.275  | 0,44% | Renunciou ao mandato para assumir a presidência da Companhia Baiana de Pesquisa Mineral.                 |
| 34°         | Maria Fernandes Marighella   |                                              | Partido dos Trabalhadores PT                 | 4.837  | 0,40% | Renunciou ao mandato para assumir a presidência da FUNARTE em 8 de fevereiro de 2023.                    |
| 35°         | Sabá                         |                                              | Democracia Cristã DC                         | 4.830  | 0,40% | |
| 35°         | Sabá                         | Progressistas PP                             |                                              | 4.830  | 0,40% | |
| 36°         | George, O gordinho da favela |                                              | Partido Social Liberal PSL                   | 4.822  | 0,40% | |
| 36°         | George, O gordinho da favela | União Brasil UNIÃO                           |                                              | 4.822  | 0,40% | |
| 37°         | Edvaldo Brito                |                                              | Partido Social Democrático PSD               | 4.725  | 0,39% | |
| 38°         | Sílvio Humberto              |                                              | Partido Socialista Brasileiro PSB            | 4.708  | 0,39% | |
| 39°         | Tiago Ferreira               |                                              | Partido dos Trabalhadores PT                 | 4.610  | 0,38% | |
| 40°         | Irmão Lázaro                 |                                              | Partido Liberal PL                           | 4.273  | 0,36% | Faleceu no exercício do mandato, em 19 de março de 2021.                                                 |
| 41°         | Dr.José Antônio              |                                              | Partido Trabalhista Brasileiro PTB           | 4.192  | 0,35% | |
| 41°         | Dr.José Antônio              | Partido Renovação Democrática PRD            |                                              | 4.192  | 0,35% | |
| 42°         | Laina Pretas por Salvador    |                                              | Partido Socialismo e Liberdade PSOL          | 3.635  | 0,30% | |
| 43°         | Marcelo Maia                 |                                              | Partido da Mobilização Nacional PMN          | 3.460  | 0,29% | |
| 43°         | Marcelo Maia                 | Democracia Cristã DC                         |                                              | 3.460  | 0,29% | |

## Suplentes que assumiram
| Parlamentar | Parlamentar       | Imagem                           | Partido                              | Votos | %     | Notas                                                     | Titular                    | Ref.                |
| ----------- | ----------------- | -------------------------------- | ------------------------------------ | ----- | ----- | --------------------------------------------------------- | -------------------------- | ------------------- |
| 1°          | Átila do Congo    |                                  | Patriota PATRI                       | 4.733 | 0,39% | Assumiu o exercício do mandato em 22 de fevereiro de 2021 | Daniel Rios                | [ 6 ]               |
| 1°          | Átila do Congo    | Partido da Mulher Brasileira PMB |                                      | 4.733 | 0,39% | Assumiu o exercício do mandato em 22 de fevereiro de 2021 | Daniel Rios                | [ 6 ]               |
| 2°          | Leandro Guerrilha |                                  | Partido Liberal PL                   | 3.442 | 0,29% | Assumiu o exercício do mandato em 30 de março de 2021     | Irmão Lázaro               | [ 7 ]               |
| 2°          | Leandro Guerrilha | Republicanos REP                 |                                      | 3.442 | 0,29% | Assumiu o exercício do mandato em 30 de março de 2021     | Irmão Lázaro               | [ 7 ]               |
| 3°          | Arnando Lessa     |                                  | Partido dos Trabalhadores PT         | 4.231 | 0,35% | Assumiu o exercício do mandato em 3 de janeiro de 2023    | Maria Fernandes Marighella | [ 8 ]               |
| 4°          | Alfredo Mangueira |                                  | Movimento Democrático Brasileiro MDB | 4.560 | 0,38% | Assumiu o exercício do mandato em 9 de janeiro de 2023    | Geraldo Júnior             | [ 9 ] [ 10 ]        |
| 4°          | Alfredo Mangueira | Republicanos REP                 |                                      | 4.560 | 0,38% | Assumiu o exercício do mandato em 9 de janeiro de 2023    | Geraldo Júnior             | [ 9 ] [ 10 ]        |
| 5°          | Toinho Carolino   |                                  | Podemos PODE                         | 4.844 | 0,40% | Assumiu o exercício do mandato em 2 de fevereiro de 2023  | Emerson Penalva            | [ 9 ] [ 11 ] [ 12 ] |
| 5°          | Toinho Carolino   | Democracia Cristã DC             |                                      | 4.844 | 0,40% | Assumiu o exercício do mandato em 2 de fevereiro de 2023  | Emerson Penalva            | [ 9 ] [ 11 ] [ 12 ] |
| 6°          | Randerson Leal    |                                  | Partido Democrático Trabalhista PDT  | 4.786 | 0,40% | Assumiu o exercício do mandato em 2 de agosto de 2023     | Henrique Carballal         | [ 9 ] [ 13 ]        |
| 6°          | Randerson Leal    | Podemos PODE                     |                                      | 4.786 | 0,40% | Assumiu o exercício do mandato em 2 de agosto de 2023     | Henrique Carballal         | [ 9 ] [ 13 ]        |